# Jatirangga
Jatirangga is een bestuurslaag in het regentschap Kota Bekasi van de provincie West-Java, Indonesië. Jatirangga telt 13.628 inwoners (volkstelling 2010).